# برند باخ‌اشپیس
برند باخ‌اشپیس (به آلمانی: Bernd Bauchspiess) (۱۰ اکتبر ۱۹۳۹ – ۲۲ اکتبر ۲۰۲۴) بازیکن فوتبال و مهاجم اهل آلمان شرقی بود که از سال ۱۹۵۹ میلادی عضو تیم ملی فوتبال آلمان شرقی بود. وی در ۱ بازی ملی حضور داشته و در بازی‌های ملی‌اش گلی به ثمر نرساند. برند باخ‌اشپیس آخرین بازی ملی خود را در سال ۱۹۵۹ میلادی انجام داد.

## مرگ
باخ‌اشپیس در ۲۲ اکتبر ۲۰۲۴، در سن ۸۵ سالگی درگذشت.